# Вулиця Базальтова
Вулиця База́льтова — вулиця у Личаківському районі міста Львова, у місцевості Гори. Пролягає від вулиці Полудневої та закінчується глухим кутом. Прилучається вулиця Гранітна.
Від 1930-х років — вулиця Міцкевича бічна у складі підміського львівського села Гори. Після включення села до меж Львова, у 1958 році отримала сучасну назву.
Забудова вулиці Базальтової малоповерхова, переважно у стилі польського конструктивізму 1930-х років, є й сучасні садиби.